# Antoni Matla
Antoni Matla (* 8. Juni 1912 in Skarżysko-Kamienna, Russisches Kaiserreich; † 24. Februar 1987 in Radom, Polen) war ein polnischer Schlosser und vier Jahre Abgeordneter der PZPR.
Antoni Matla besuchte die Grundschule und die Handwerksschule. Er erlernte den Beruf des Schlossers und arbeitete zuletzt als Abteilungsleiter beim Zakłady Metalowe im. General „Waltera“ (bis 1951 Fabryka Broni „Łucznik“) in Radom. Für die Polnische Vereinigte Arbeiterpartei (PZPR) saß er vom 20. November 1952 bis 20. November 1956 im Sejm der ersten Legislaturperiode. Er gehörte der Kommission für Warenhandel an und war einer der acht Abgeordneten des Bezirks Radom.
Matla wurde in der Zeit des Zweiten Weltkriegs zur Zwangsarbeit verpflichtet. In den 1960er Jahren arbeitete er einige Jahre in Ägypten. Er wurde danach mit dem Order Odrodzenia Polski, 1952 mit dem Goldenen Verdienstkreuz der Republik sowie 1954 mit der Medaille zum Zehnten Jahrestag der Volksrepublik Polen ausgezeichnet.